# Rebutia albiflora

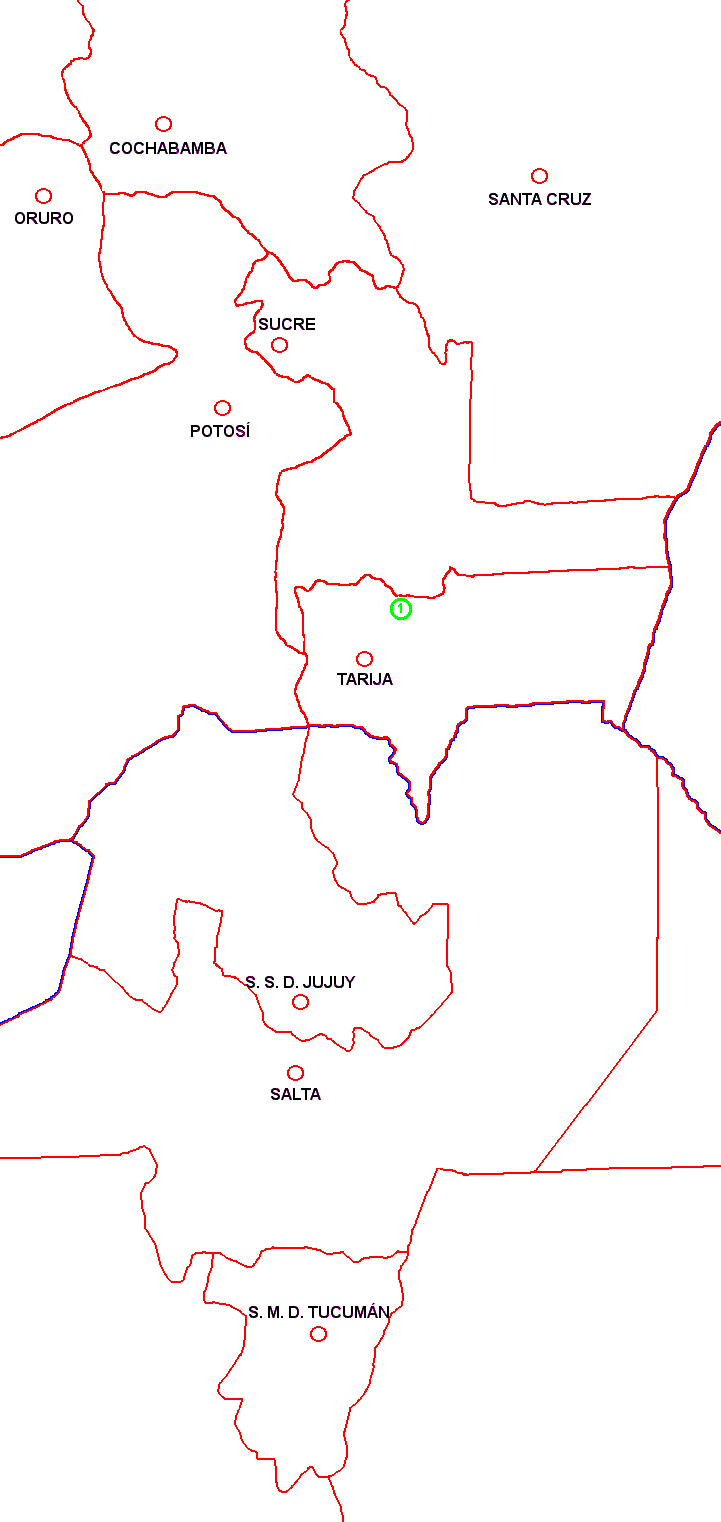
Mapa rozšíření R. albiflora

Rebutia albiflora je miniaturní rostlina sekce Aylostera, jedna z nejmenších ze sekce i celého rodu. V době svého nálezu a popisu vyvolala mimořádnou pozornost pro tento rod tehdy zcela ojedinělou barvu květů, podle které taky byla pojmenována, albiflorus znamená bíle kvetoucí. V současné taxonomii je řazena jako poddruh druhu Rebutia pulvinosa (R. pulvinosa subsp. albiflora).

 

## Rebutia albifloraRitter et Buining
Ritter, Friedrich; Buining, Albert F.H.; Taxon, 12: 1, 1963
Sekce Aylostera, řada Pulvinosa
Synonyma: 
- Aylostera albiflora (Ritt. et Buin.) Backeb., Descr. Cact. Nov., 3: 5, 1963
- Rebutia pulvinosa Ritt. et Buin. subsp. albiflora (Ritt. et Buin.) Hjertson, Cactaceae Syst. Init., 15: 9, 2003

### Popis
Stonky kulovité až krátce válcovité, měkké, velmi bohatě odnožující, později vytvářející velké trsy bez zřetelného hlavního stonku, jednotlivé stonky 15 - 25 mm široké, pokožka matně šedozelená, pokrytá hustým bílým štětinovitým otrněním. Žeber 12 a více, nezřetelná, rozložená do 1,5 mm vysokých, okrouhlých hrbolků; areroly oválné, malé, asi 0,5 mm dlouhé a 0,3 mm široké, s bílou nebo nažloutlou plstí. Okrajových trnů asi 15, bílé, vlasově jemné, 3 - 5 mm dlouhé; středových trnů asi 5, až 15 mm dlouhé, tenké, přímé, bílé, někdy s nažloutlou bází.
Květy asi 25 mm dlouhé a široké, vyrůstající téměř z báze stonku; květní lůžko 3 mm široké, s malými šupinami a malým množstvím bílé vlny a bílých vlasových štětin, vně načervenale růžové; květní trubka velmi úzká, až 12 mm dlouhá, růžově červená, v horní části světlejší, s několika šupinami; okvětní lístky 10 - 12 mm dlouhé, 2 - 3,5 mm široké, bílé až narůžovělé s výrazněji růžovým středním proužkem, zašpičatělé; nitky bílé, ve dvou sériích, prašníky krémové; čnělka bílá, volná část 15 mm dlouhá, se 4 - 6 bílými rameny blizny. Plod kulovitý, 2,5 - 3 mm široký, tmavě růžový až olivově zelený. Semena černá, slabě hrbolatá, 0,3 - 0,4 mm dlouhá, s okrouhlým bílým hilem.

### Variety a formy
R. albiflora byla popsána podle sběru FR 766a, rostliny tohoto původu mají v našich sbírkách velmi jednotný vzhled, nepatrné rozdíly, hlavně v otrnění, jsou způsobeny jen rozdíly v kultuře. Dalším sběrem, který byl přiřazen k tomuto druhu, je KK 1956. Ani rostliny šířené pod tímto označením, se od těch původních Ritterových nijak zřetelněji neliší.

### Výskyt a rozšíření
R. albiflora byla nalezena autorem prvotního popisu na malé lokalitě v rokli, která vede od Cajas k Rio Pilaya (provincie Mendez, dep. Tarija, Bolívie). Jako místo původu sběru KK 1956 bylo uvedeno Bolívie, Tarija, Nogales, 2300 m.